# Чемпионат мира по санному спорту 1960
6-й чемпионат мира по санному спорту прошёл с 13 по 14 февраля 1960 года на санно-бобслейной трассе в Гармиш-Партенкирхене (ФРГ).

## Одиночки (мужчины)
| Золото         | Серебро        | Бронза     |
| Хельмут Берндт | Райнхольд Фрош | Ханс Пленк |

## Одиночки (женщины)
| Золото      | Серебро             | Бронза        |
| Мария Иссер | Ханнелоре Поссмосер | Эрика Лейтнер |

## Двойки (мужчины)
| Золото                       | Серебро                      | Бронза                  |
| Райнхольд Фрош, Эвальд Вальх | Херберт Талер, Хельмут Талер | Хорст Тидге, Ханс Пленк |

## Общий медальный зачёт
| Место | Страна  | Золото | Серебро | Бронза | Всего |
| ----- | ------- | ------ | ------- | ------ | ----- |
| 1     | Австрия | 2      | 3       | 0      | 5     |
| 2     | ФРГ     | 1      | 0       | 2      | 3     |
| 3     | Италия  | 0      | 0       | 1      | 1     |